# Центральный индустриальный регион
Центральный индустриальный регион (пол. Centralny Okręg Przemysłowy, COP) — промышленный регион в Польше. Один из крупнейших экономических проектов Второй Польской Республики. Пятилетний проект инициировал знаменитый польский экономист, заместитель премьер-министра и министр финансов Евгениуш Квятковский. Его цель была создать крупный промышленный центр посреди страны, по мере возможности подальше от всяких границ, усиливая польскую экономику и сокращая безработицу. Четырёхлетний план по развитию СОР был утвержден 1 сентября 1936 года и должен быть закончен 30 июля 1940 года, но был прерван началом Второй мировой войны и Немецким вторжением в Польшу 1 сентября 1939 года. Проект COP был восстановлен и в более широком масштабе реализован Польской Народной Республикой.

## История
Начиная с 1928 года, в Польше пытаются создать индустриальный регион посреди страны, подальше от границ Германии или Советского Союза. План был окончательно одобрен в 1936 году польским правительством.

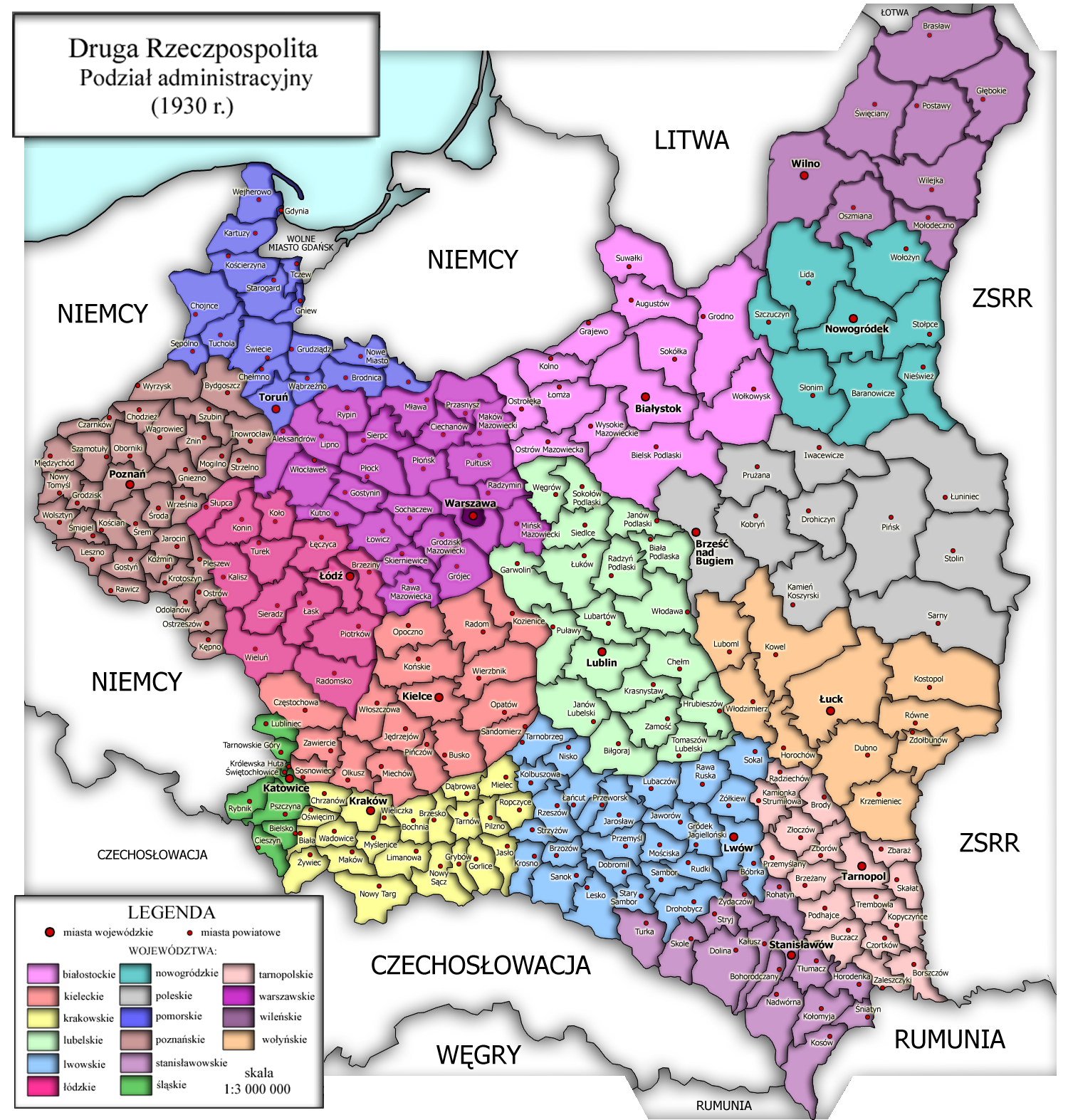
Карта административно-территориального деления Польши с 1930 года

COP было расположено на территориях следующих бывших воеводств: восточные части Келецкого воеводства и Краковского воеводства, южная часть Люблинского воеводства, и западная часть Львовского воеводства, 46 уездов, что является 15,4 % территории и 17 % населения Польши. Показатель урбанизации этих территорий составил 17 % (94 городов), по сравнению с средней для Польши величиной 30 %.
Аргументы для такого расположения COP были:
- a) военный — относительно большое расстояние от западной границы (Польша ждала немецкое нападение), защищенный с юга Карпатами;
- b) демографический — весьма высокая плотность населения (100 человек на квадратный км) с высокой безработицей (400—700,000);
- c) экономический — чтобы усилить преимущественно сельскохозяйственный рынок Восточной Польши и создать рынок для индустриальной продукции Западной Польши, и энергетический рынок для Южной Польши. Кроме того, этот регион имел несколько  природных ресурсов (камень, железо, глина, плюс некоторые энергетические ресурсы);
- d) социальный — чтобы сократить безработицу, все ещё высокое в большей части сельскохозяйственных регионах Восточной Польши, после Великой Депрессии.

План COP требовал гигантские финансовые инвестиции — только развитие инфраструктуры и военной промышленности было оценено в 3 млрд злотых. Поскольку ожидания войны росли, частные инвестиции из Европы в конце 1930-х были маленькие, и поэтому польское правительство несло большинство бремени финансирования проекта: за годы 1937—1939, COP использовал примерно 60 % всех польских инвестиционных фондов.

## Достижения
Следующие индустриальные проекты были частью сети: металлургический завод и электростанция в Сталёвой Воле, резиновая фабрика в Дембице, автомобильный завод в Люблине, самолетостроительный завод в Мелеце, завод авиамоторов и артиллерийский завод в Жешуве, гидроэлектростанция в Рожнове и Мышковце, расширение Zakłady Azotowe в Мостицке. Военная промышленность в старопольском промышленном регионе была расширена в городах Радом, Скаржиско-Каменна, Островец-Свентокшиское, Стараховице, Кельце. Большинство инвестиций были в регионы с высокой безработицей, и имели успех в ослаблении социальной напряженности и усилении польской экономики.
Развитие COP и подобные проекты (как строительство портового города в Гдыне), были самыми выдающимися достижениями Второй Польской Республики, отмечая начало новой эры независимости. Сеть COP была поддержана коммунистическим правительством Польши после Второй Мировой войны.
Конец реализации плана был намечен на июль 1940, и Польша не имела достаточно средств, чтобы осуществлять в полном объёме финансирование самостоятельно до начала войны, поэтому вклад COP в перевооружение польского войска до начала войны был относительно не значимым.
Немецкая тактика блицкрига во Второй Мировой Войне, с их быстрыми передвижением моторизованных сил и атакой авиации большой дальности, гарантировала, что регион COP испытает неудачу в качестве неуязвимой базы польской промышленности. Мюнхенское соглашение открыло немецким войскам путь к предприятиям Центрального индустриального региона из Словакии. В течение немецкой оккупации большинство заводов работало на вооружение германской армии. После войны промышленные предприятия были расширены, и в основном продолжают функционировать до сих пор.